# Первомайский (Таловский район)
Первомайский — поселок в Таловском районе Воронежской области.
Входит в состав Новочигольского сельского поселения. Ранее входил в состав упразднённого Вознесеновского сельского поселения.

## География
Посёлок находится на реке Чигла в 15 км западнее от районного центра — посёлка Таловая.
В посёлке имеется одна улица — Свободы.

## Население
| 2010 |
| ---- |
| 51   |